# 홍욱현
홍욱현(洪旭賢, 2004년 1월 6일 ~ )는 대한민국의 축구 선수로, 포지션은 센터백, 수비형 미드필더, 중앙 미드필더이며 현재 부산 아이파크소속 이다.